# Diritti LGBT in Ucraina
I diritti delle persone LGBT (lesbiche, gay, bisessuali e transgender) in Ucraina sono differenti rispetto a quelli delle persone eterosessuali.
L'omosessualità è legale in Ucraina, ma gli atteggiamenti sociali prevalenti sono spesso descritti come intolleranti verso le persone LGBT.
Le famiglie formate da coppie dello stesso sesso non possono beneficiare di tutte le stesse protezioni legali disponibili per coppie formate da individui di sesso opposto.
Le persone lesbiche, gay, bisessuali e transgender (LGBT) in Ucraina possono essere discriminate in questioni sociali e politiche rispetto a persone eterosessuali.

## Storia
Mentre nei paesi dell'Europa occidentale l'omosessualità era punita con la morte sul rogo, le legislazioni della Rus' di Kiev e del Granducato di Lituania erano molto più miti; non si conosce alcun caso individuale di esecuzione per l'orientamento sessuale. La punizione massima nel Principato di Kiev e nel Principato di Galizia-Volinia era il digiuno ecclesiastico, la scomunica, la preghiera e la penitenza obbligatoria.
La Sič di Zaporižžja considerava l'omosessualità non cristiana e demoniaca; i cosacchi sorpresi in contatto con persone dello stesso sesso venivano calpestati a morte dai cavalli.
Poiché nei secoli XVI–XVIII la maggior parte dei territori abitati dagli ucraini erano sotto il controllo di stati diversi, le leggi in vigore nei rispettivi territori erano differenti. Nell'Ucraina occidentale, che all'epoca faceva parte della Confederazione polacco-lituana, gli omosessuali venivano per lo più decapitati e impiccati pubblicamente; nell'est (Etmanato), che all'epoca era sotto il protettorato della Russia, venivano impalati o mandati ai lavori forzati in Siberia; nel sud, infine, che all'epoca era sotto il dominio del Khanato di Crimea e dell'Impero ottomano, venivano brutalmente uccisi o castrati.
Nei villaggi ucraini nel XIX secolo, la masturbazione di gruppo divenne molto popolare tra gli adolescenti, compresi gli omosessuali (in ucraino секеляння?).
Dopo la Rivoluzione di febbraio e l'autonomia della Repubblica Popolare Ucraina nel 1917, con la dichiarazione di indipendenza nel 1918, tutte le leggi dell'Impero russo vennero abrogate, incluso l'articolo che puniva l'omosessualità. Durante il periodo della Repubblica Popolare, le relazioni omosessuali erano legali, ma la situazione di questo gruppo di popolazione non veniva discussa pubblicamente dai politici dell'epoca a causa della guerra d'indipendenza ucraina.
Dopo la formazione dell'URSS, le autorità inizialmente trattarono le persone LGBTQ+ in modo neutrale, monitorandole segretamente. Ma dopo l'ascesa di Stalin alla fine degli anni venti del XX secolo e il messaggio di Genrich Grigor'evič Jagoda che accusava gli omosessuali di "spionaggio", l'omosessualità venne criminalizzata nel 1933 come parte delle repressioni staliniane; l'articolo corrispondente venne introdotto nel Codice Penale della Repubblica Socialista Sovietica Ucraina nel 1934 e veniva applicato più frequentemente agli oppositori politici e ai dissidenti. Nel gennaio 1936, un commissario, Nikolaj Vasil'evič Krylenko, dichiarò che "l'omosessualità è un prodotto della decadenza morale". Successivamente, anche avvocati e medici nell'URSS giustificarono l'omosessualità come una manifestazione di "decadenza morale".
Durante l'occupazione tedesca dell'Ucraina nel 1941–1944, secondo i dati ufficiali, i nazisti uccisero più di 10 000 omosessuali, alcuni dei quali vennero inviati nei campi di concentramento nazisti. Tra gli anni cinquanta e ottanta del XX secolo circa 25 000 uomini vennero ufficialmente imprigionati nell'URSS.
Una delle persone più famose condannate per omosessualità in Ucraina fu Sergey Paradzhanov, un regista di origini armene. Come altre persone che non si adattavano alle norme del sistema sovietico, gli omosessuali condannati nell'URSS soffrirono non solo per l'imprigionamento, ma anche per la psichiatria punitiva.
Particolarmente crudeli esperimenti medici vennero condotti su di loro (ufficiosamente, ovviamente), spesso i medici sovietici abusavano dei pazienti cercando di determinare il grado di tolleranza di una persona al dolore: tagliavano i tendini, danneggiavano denti sani, iniettavano droghe che causavano non solo la degradazione della personalità, ma la paralisi dell'intero corpo. In questo modo, il sistema sovietico negli anni sessanta e ottanta del XX secolo trasformò persone sane che presumibilmente minacciavano la sicurezza dello stato in invalidi.

## Storia del diritto penale ucraino
L'Ucraina è stata la prima delle ex repubbliche sovietiche ad abolire l'articolo sulla "sodomia". Il 12 dicembre 1991, il Consiglio supremo della RSS Ucraina ha adottato una legge che modificava i codici penale e di procedura penale nazionali, per tutelare meglio il diritto alla privacy e rendendo l'omosessualità legale; secondo le modifiche, l'articolo 122 del Codice penale prevedeva da allora in poi la punizione per le relazioni omosessuali solo in caso di violenza.
L'anno successivo, il Governo rivide le sue leggi in materia d'identità di genere per consentire, con l'approvazione medica, la chirurgia di riassegnazione di genere e la riassegnazione legale del sesso. In precedente, le persone transessuali erano generalmente associate all'omosessualità e quindi perseguitate.
I rapporti sessuali tra persone dello stesso sesso sono considerati penalmente rilevanti solo nei casi in cui coinvolgano la prostituzione di minori al di sotto dell’età legale del consenso o atti pubblici giudicati contrari alle norme sulla decenza.

L'età del consenso è fissata a 16 anni, a prescindere dal genere e/o dall'orientamento sessuale.

## Tutele per le coppie omosessuali

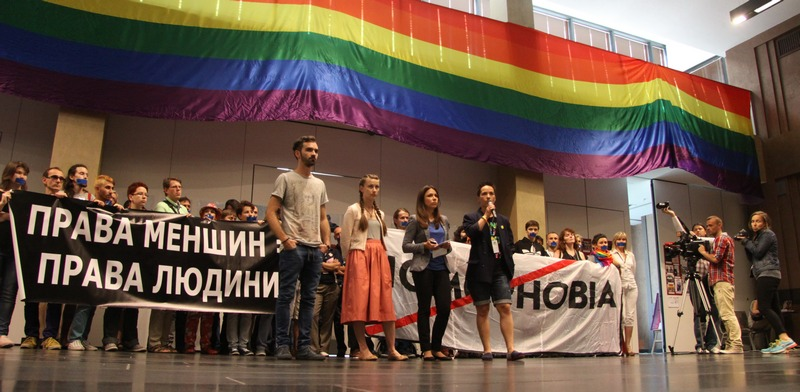
Un convegno contro l'omofobia

### Matrimonio egualitario
L'articolo 51 della costituzione Ucraina definisce in modo specifico che il matrimonio è: "l'unione volontaria tra un uomo e una donna". Di conseguenza la pratica è non solo vietata ma incostituzionale.

### Unione civile
Il 23 novembre 2015 il governo approvò un piano d'azione per cambiare la legislazione al fine di metterla in regola con i diritti fondamentali dell'uomo. Nel piano era contenuta la promessa di elaborare una proposta di legge per la creazione di un'unione civile per le coppie formate da persone di sesso opposto e dello stesso sesso entro il 2017, che finì per non essere rispettata.
Nel luglio 2022, durante l'invasione russa dell'Ucraina, viene presentata una petizione per legalizzare il matrimonio egualitario, al fine di sollevare il problema della mancanza di tutela nei confronti dei soldati LGBT e dei loro partner. Avendo raccolto 28 500 firme, superando le 25 000 firme necessarie per ricevere considerazione ufficiale, il presidente Volodymyr Zelens'kyj ha risposto alla petizione, dichiarando di essere favorevole alle unioni civili, pur ricordando l'incostituzionalità di tale proposta e l'impossibilità a modificare appropriatamente la costituzione visto lo stato di guerra.
Il 16 novembre 2024, durante un incontro tra il Presidente ucraino Zelens'kyj e i rappresentanti dell’Associazione degli Studenti Ucraini, uno dei rappresentanti studenteschi gli ha chiesto se avrebbe firmato la legge sulle unioni civili. Il Presidente ha risposto bruscamente: «Sì!» (in ucraino Так!?).
Lo studente ha replicato: «Grazie!», e il pubblico ha applaudito ed esultato per il Presidente.
Il 14 maggio 2025, il governo ha approvato una piano d'azione per l'adesione all'UE; in particolare, il punto 3.11 prevede lo sviluppo e l'adozione di una legge che definisca lo status giuridico delle unioni registrate, con una scadenza per l'attuazione fissata al terzo trimestre del 2025.

## Protezione dalle discriminazioni
Una legge che (se fosse stata approvata) avrebbe vietato ai datori di lavoro di rifiutare lavoratori sulla base del loro orientamento sessuale era stata rinviata a tempo indeterminato il 14 maggio 2013.
Dopo non essere riuscito a ottenere voti sufficienti il 5 e il 9 novembre 2015, il Parlamento ucraino ha approvato il 12 novembre 2015 un emendamento al Codice del Lavoro che vieta la discriminazione sul posto di lavoro in base all'orientamento sessuale e all'identità di genere. La legge approvata il 12 novembre 2015 era un requisito dell'Unione europea affinché l'Ucraina potesse proseguire nella sua domanda per la liberalizzazione dei visti con l'area Schengen. Prima della votazione del disegno di legge, il Presidente del Parlamento Volodymyr Hrojsman si era espresso con forza contro il matrimonio tra persone dello stesso sesso.[nb 1]
Il Codice penale dell'Ucraina contiene diversi articoli che prevedono pene più severe per i crimini commessi per motivi di intolleranza razziale, nazionale o religiosa. Pertanto, sebbene il concetto di "crimine d'odio" sia attualmente assente nella legislazione ucraina, nella pratica una tale categoria di reati è riconosciuta, ma solo per i tre motivi sopra menzionati. Tuttavia, se un crimine deriva dall'intolleranza verso l'orientamento sessuale o l'identità di genere di un individuo o di un gruppo, la legislazione vigente non prevede punizioni aggravate, e quindi non lo classifica come "crimine d'odio". Nell'aprile 2020 è stato presentato un disegno di legge parlamentare volto a modificare il Codice Penale ucraino per affrontare i crimini d'odio basati sull'orientamento sessuale e sull'identità di genere. Tuttavia, nel settembre 2020, il disegno di legge è stato ritirato dalla discussione a seguito della conclusione del Comitato per l'Applicazione della Legge, che ha rilevato l'assenza di termini come "identità di genere della persona", "orientamento sessuale", "intolleranza verso l'identità di genere" e altri nei testi legislativi ucraini.
Nel novembre 2016 il parlamento ucraino ha rifiutato di sostenere la Convenzione di Istanbul, una legge europea contro l'odio, ciò perché i suoi riferimenti all'orientamento sessuale e al sesso violavano ciò che molti legislatori ucraini hanno detto essere "valori fondamentali cristiani". Anche il Consiglio Panucraino delle Chiese e delle Organizzazioni Religiose si è opposto alla ratifica della Convenzione di Istanbul, citando la "promozione dell'ideologia di genere", che a loro dire minacciava le giovani generazioni poiché poteva "distorcere la loro identità sessuale, promuovere le relazioni omosessuali e diffondere la disforia di genere". Il Consiglio Panucraino delle Chiese e delle Organizzazioni Religiose non ha cambiato opinione sulla Convenzione di Istanbul nemmeno dopo l'invasione su larga scala da parte della Russia nel 2022, e ha continuato a opporsi alla ratifica, sostenendo "vie alternative per combattere la violenza domestica e la violenza contro le donne".
Nonostante l'opposizione dei gruppi religiosi, undici anni dopo la firma della Convenzione di Istanbul, il Parlamento ucraino ha votato per ratificare la Convenzione in risposta all'aumento delle segnalazioni di violenza contro le donne dall'inizio dell'aggressione russa su larga scala. L'adozione del Trattato ha coinciso con la candidatura dell'Ucraina all'Unione europea, con alcuni membri dell'UE che hanno indicato che la ratifica della convenzione fosse una condizione necessaria per approvare lo status di candidato dell'Ucraina.
Nel dicembre 2022, il Parlamento ucraino ha approvato all'unanimità un disegno di legge che vieta l'incitamento all'odio e la discriminazione contro le persone LGBTQ+ nei media di massa. La disposizione era inclusa nel disegno di legge sulla regolamentazione dei media, uno dei principali requisiti per l'approvazione dello status di candidato dell'Ucraina all'UE. Il disegno di legge mirava ad allineare la legislazione ucraina alla Direttiva UE sui servizi di media audiovisivi (Direttiva (UE) 2018/1808).

### Piano d'azione per lo Stato di diritto 2025
Il 14 maggio 2025, il Consiglio dei Ministri dell'Ucraina ha adottato e approvato una tabella di marcia per le trasformazioni nell'ambito dello stato di diritto in vista dell'adesione all'UE, in particular, p. 3.11 envisages the development and adoption of a law determining the legal status of registered partnerships with a deadline for implementation in the III quarter of 2025 and anti-discrimination legislation with a deadline of the II quarter of 2026. in particolare il punto 3.11 riguardante la discriminazione nei confronti dei rappresentanti della comunità LGBTQ+, lo sviluppo e l'adozione di una legge che definisca lo status giuridico delle unioni registrate, i diritti e gli obblighi personali non patrimoniali e patrimoniali dei partner, nonché la loro tutela, con termine di attuazione previsto per il terzo trimestre del 2025.
Inoltre, nel secondo trimestre del 2026 è prevista l'elaborazione e l'adozione di un disegno di legge volto a modificare il Codice degli illeciti amministrativi dell'Ucraina e il Codice penale dell'Ucraina al fine di:
- determinare la responsabilità amministrativa per manifestazioni di discriminazione;
- considerare la commissione di un reato penale basato sull'intolleranza (inclusi segni di identità di genere e orientamento sessuale) come circostanza aggravante;
- stabilire la responsabilità penale per gli appelli pubblici alla violenza basati sull'intolleranza (inclusi segni di identità di genere e orientamento sessuale).

Separatamente, è prevista l'elaborazione di un disegno di legge per modificare la legge "sull'assistenza legale gratuita" con l'obiettivo di fornire assistenza legale secondaria gratuita alle vittime di reati basati sull'intolleranza e di introdurre la registrazione di tali reati nel Registro unico delle indagini preliminari.

## Identità di genere
La transessualità è classificata come un disturbo psichiatrico. 
La chirurgia di riassegnazione di sesso è legale in Ucraina e ammessa solo per le persone di età superiore ai 25 anni.
Nel 2011, il codice civile ucraino è stato modificato per consentire alle persone transgender che hanno subito un intervento chirurgico di cambiare nome, in modo da riflettere la propria identità di genere.
Al 2014, sette persone avevano completato l’intervento chirurgico di riassegnazione del sesso e cinque avevano ricevuto nuovi documenti ufficiali.
Fino al 2016, il percorso di transizione era molto restrittivo: era necessario ottenere il permesso di una commissione speciale del Ministero della salute, trascorrere 30 giorni in una struttura psichiatrica (spesso insieme a pazienti con altre malattie mentali) e ricevere una diagnosi ufficiale di "transessualismo". Questi requisiti non sono più obbligatori.
Dal dicembre 2016 vengono rilasciati nuovi documenti d'identità prima dell'intervento chirurgico. Questo cambiamento è stato introdotto in seguito a una sentenza dell'agosto 2016 che ha autorizzato la modifica dei passaporti e degli altri documenti di due persone transgender senza l'obbligo dell'intervento chirurgico.
Inoltre, attualmente anche le persone transgender sposate o con figli minori possono intraprendere il percorso di transizione.
Dopo l'intervento chirurgico le persone transgender devono sottoporsi a visite psichiatriche per due anni dato che la transessualità in Ucraina è classificata come un disturbo psichico.

## Adozione e genitorialità
Le persone single che sono cittadini dell'Ucraina indipendentemente dall'orientamento sessuale sono autorizzate ad adottare, ma per le coppie dello stesso sesso la legge vieta esplicitamente l'adozione (clausola 211 del codice della famiglia Ucraina).
La legge prevede inoltre che non possano adottare i soggetti "i cui interessi sono in conflitto con quelli del minore", anche se non è noto se questa disposizione sia mai stata applicata nei confronti di persone omosessuali.
Restrizioni supplementari vengono applicate agli stranieri che vogliono adottare. Solo le coppie sposate formate da individui di sesso diverso sono autorizzate ad adottare bambini dall'Ucraina.
Tuttavia, le coppie lesbiche hanno un accesso maggiore alla genitorialità rispetto agli uomini gay, poiché in Ucraina sono legali la fecondazione in vitro (FIV) e le tecniche di inseminazione assistita.

## Servizio militare
Tutti i cittadini maschi abili, di età compresa tra i 20 e i 27 anni, devono prestare servizio militare per 18 mesi nella marina o per un anno in tutti gli altri corpi. Dopo aver completato il periodo di servizio, i coscritti ucraini diventano parte della riserva inattiva e sono eleggibili per essere richiamati per la mobilitazione fino al raggiungimento dei 55 anni di età o dei 60 anni per gli ufficiali.
Secondo la legge, l'omosessualità non è una causa di esenzione dal servizio militare. Tuttavia, molti giovani uomini gay cercano di evitare la chiamata alle armi, poiché temono di affrontare relazioni non autorizzate e altre difficoltà. Nel 2018, Viktor Pylypenko, che aveva servito nella guerra del Donbass per due anni, è diventato il primo soldato ucraino a fare coming out pubblicamente. Nel 2019, diversi soldati gay nell'esercito ucraino hanno partecipato a una mostra fotografica chiamata "We are here". Nel 2021, Pylypenko stava cercando di organizzare un'unità speciale nell'esercito ucraino per soldati LGBTQ+. Nel luglio 2021, Pylypenko ha dichiarato che c'erano 16 soldati LGBTQ+ dichiarati nell'esercito ucraino.
L'invasione russa del 2022 ha portato a un aumento della visibilità e dell'accettazione dei soldati LGBTQ+ nell'esercito ucraino. Un numero crescente di soldati ha dichiarato la propria identità, credendo di poter combattere non solo per il proprio paese, ma anche contro gli stereotipi esistenti. L'invasione ha anche visto la diffusione del "simbolo dell'unicorno", che i soldati LGBTQ+ ucraini cucivano sulle loro uniformi. L'unicorno è stato scelto per la sua natura di "creatura fantastica e 'inesistente'", contrapponendosi sarcasticamente alle affermazioni secondo cui non ci sarebbero persone LGBTQ+ nell'esercito ucraino.

## Donazione del sangue
Ad aprile 2016, il Ministero della salute ucraino ha emanato nuove normative che regolano la donazione di sangue, consentendo agli uomini gay e bisessuali di donare sangue.
In precedenza, il Ministero della salute aveva classificato l'omosessualità come un "comportamento rischioso", motivo per cui i donatori non potevano donare sangue.

## Opinione pubblica
In un sondaggio a livello nazionale del 2007 condotto dall'Istituto di Sociologia, il 16,7% degli intervistati si è dichiarato fortemente in disaccordo e il 17,6% in disaccordo con l'affermazione: «Gli uomini gay e le lesbiche dovrebbero essere liberi di vivere la propria vita come desiderano». Solo il 30,2% si è detto fortemente d'accordo o d'accordo con l'affermazione. Questo è stato il tasso più basso di consenso (fortemente d'accordo e d'accordo) tra i 24 paesi analizzati.

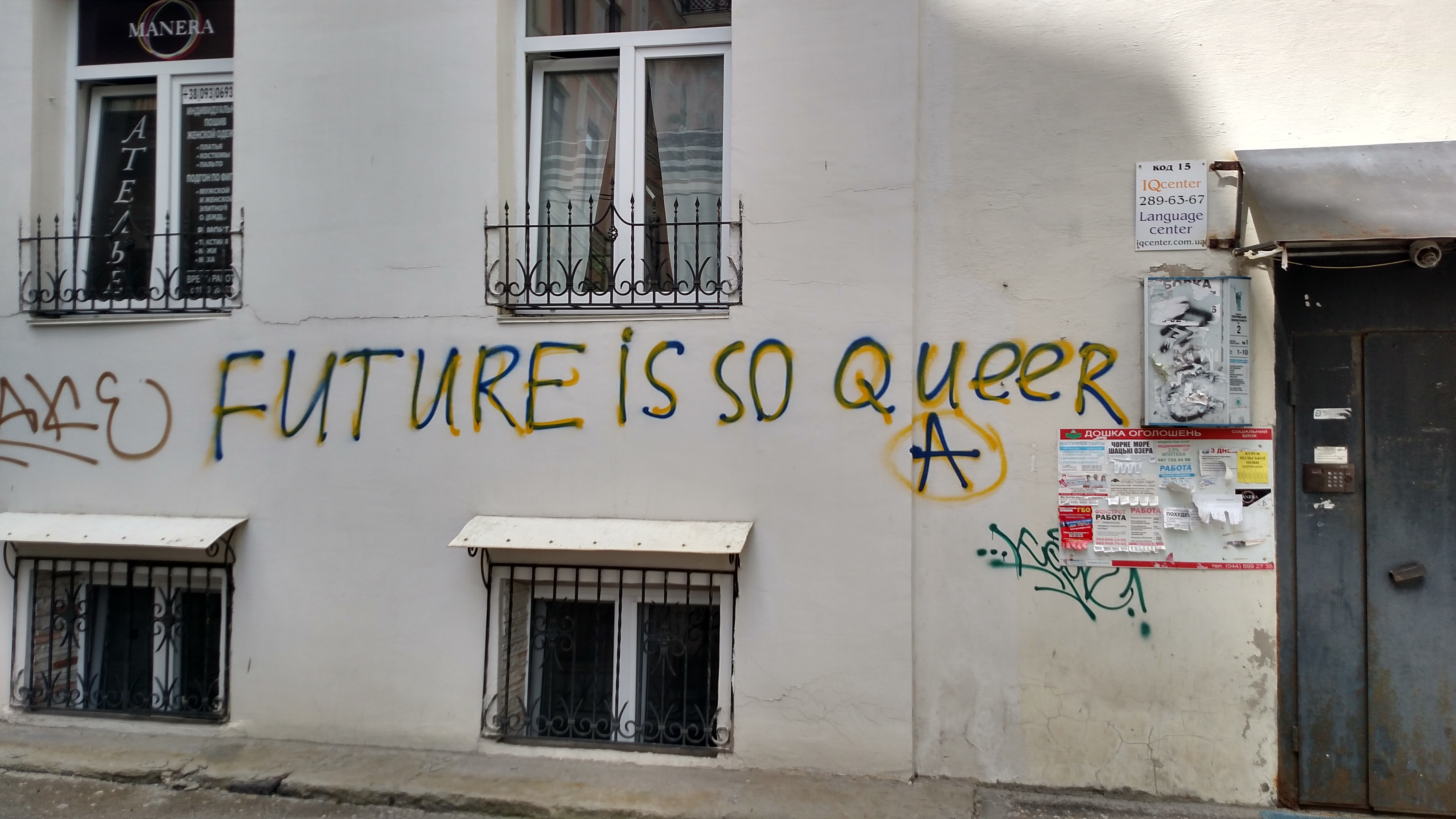
Graffito a Kiev (fotografato nel giugno 2016) che recita "Future is so queer" (in italiano, "Il futuro è così queer")

In un sondaggio del dicembre 2007 condotto da Angus Reid Global Monitor, l'81,3% degli ucraini intervistati ha dichiarato che le relazioni omosessuali erano "mai accettabili", il 13% le ha giudicate "a volte accettabili" e il 5,7% le ha ritenute "accettabili". Tra tutti i comportamenti elencati, l'omosessualità è stata considerata il terzo peggiore dopo il taccheggio e la guida in stato di ebbrezza. È interessante notare che più persone hanno giudicato l'omosessualità "mai accettabile" rispetto all'adulterio (61,5% mai, 29,3% a volte), alla violazione del codice stradale (70,2% mai, 25,6% a volte), all'inquinamento (73,3% mai, 22,4% a volte), all'evasione fiscale (48,5% mai, 37,5% a volte), alla frode per profitto (48,3% mai, 41,6% a volte), oltre che a una serie di altri comportamenti come aborto, rapporti prematrimoniali, denunciare un amico per furto, ecc.
In un altro sondaggio di Angus Reid Global Monitor, del giugno 2007, riguardante una lunga lista di possibili riforme sociali nel paese, la legalizzazione del matrimonio tra persone dello stesso sesso ha ricevuto solo il 4,7% delle preferenze, il dato più basso (il secondo più basso era la legalizzazione delle droghe leggere, al 7,1%).
In uno studio europeo del 2010, solo il 28% degli ucraini intervistati credeva che gli individui LGBTQ+ dovessero vivere liberamente la propria sessualità e il loro amore.
Un sondaggio del dicembre 2010 dell'Istituto Gorshenin ha riportato che "l'atteggiamento degli ucraini verso le minoranze sessuali" era "completamente negativo" per il 57,5%, "piuttosto negativo" per il 14,5%, "piuttosto positivo" per il 10% e "molto positivo" per il 3%.
Un sondaggio del maggio 2013 condotto da GfK Ukraine ha rilevato che il 4,6% degli intervistati era favorevole al matrimonio tra persone dello stesso sesso e il 16% sosteneva altre forme di riconoscimento legale, mentre il 79,4% si opponeva a qualsiasi forma di riconoscimento.
Un'indagine estiva del 2015 del British Council ha rivelato che un giovane ucraino su cinque si sentirebbe a disagio ad avere amici lesbiche o gay.
Secondo un sondaggio 2015–16 del Pew Research Center, l'86% degli ucraini intervistati riteneva che l’omosessualità non dovesse essere accettata dalla società.
Nel maggio 2016, in un sondaggio del Centro Nash Svit, condotto dall'Istituto Internazionale di Sociologia di Kiev, solo il 3,3% degli intervistati si è dichiarato positivo nei confronti delle persone LGBTQ+ in generale, mentre il 60,4% ha espresso un'opinione negativa e il 30,7% indifferente. Alla domanda sui diritti uguali, il 33,4% era d'accordo sul fatto che le persone LGBTQ+ dovrebbero avere gli stessi diritti degli altri, mentre il 45,2% era in disaccordo e il 21,3% non ha voluto o saputo rispondere.
Il 25 settembre 2016, studi scientifici europei hanno rilevato che gli ucraini mostravano livelli di omofobia più elevati rispetto ad albanesi e italiani, confermando il ruolo centrale delle differenze culturali negli atteggiamenti omofobi.
Un sondaggio del Pew Research Center pubblicato nel maggio 2017 suggeriva che il 9% degli ucraini era favorevole al matrimonio tra persone dello stesso sesso, mentre l'85% vi si opponeva. Secondo il sondaggio, i giovani erano più propensi degli anziani a sostenere la legalizzazione del matrimonio omosessuale (11% contro 7%).
Secondo un sondaggio del 2017 condotto da ILGA, il 56% degli ucraini concordava sul fatto che le persone gay, lesbiche e bisessuali dovrebbero godere degli stessi diritti delle persone eterosessuali, mentre il 21% era in disaccordo. Inoltre, il 59% riteneva che dovessero essere protetti dalla discriminazione sul lavoro. Tuttavia, il 20% degli ucraini riteneva che le persone in relazioni omosessuali dovessero essere perseguite penalmente, mentre il 55% era contrario. Per quanto riguarda le persone transgender, il 60% era favorevole a che avessero gli stessi diritti, il 58% riteneva che dovessero essere protette da discriminazioni sul lavoro e una pluralità del 43% riteneva che dovessero poter cambiare il proprio genere legale.
Nel maggio 2022, in un sondaggio del Centro Nash Svit, anch'esso condotto dall'Istituto Internazionale di Sociologia di Kyiv, il 12,8% degli intervistati si è dichiarato positivo nei confronti delle persone LGBTQ+, mentre il 38,2% negativo e il 44,8% indifferente. Alla domanda sui diritti uguali, il 63,7% ha affermato che i membri della comunità LGBTQ+ dovrebbero avere pari diritti, mentre il 25,9% era in disaccordo e il 10,4% non ha risposto. Il Centro Nash Svit ha affermato che l'accettazione delle persone LGBTQ+ in Ucraina è "notevolmente migliorata" rispetto ai risultati del sondaggio analogo del 2016. Questo miglioramento potrebbe essere dovuto all'invasione russa, condotta con lo slogan della difesa dei valori tradizionali e contro le parate del Pride.
Uno studio suggerisce che le norme delle carceri maschili, evolutesi come forma di autoregolamentazione in molte nazioni post-sovietiche, contribuiscono ai sentimenti anti-gay. Questo è attribuito all’elevata percentuale di persone che hanno avuto esperienza del sistema carcerario sovietico.
Secondo un sondaggio condotto nel gennaio 2023 dall'Istituto Democratico Nazionale con il supporto dell'Istituto Internazionale di Sociologia di Kyiv, il 56% degli ucraini era favorevole a riconoscere legalmente le unioni civili tra coppie dello stesso sesso, mentre il 24% era contrario. Il 44% era favorevole al matrimonio egualitario, mentre il 36% vi si opponeva. Il 30% era favorevole all’adozione di bambini da parte di coppie omosessuali, mentre il 48% era contrario. Il ruolo svolto dai membri della comunità LGBTQ+ nelle forze armate ucraine dopo l'invasione russa del 2022 è stato accreditato per aver contribuito a cambiare l'atteggiamento pubblico verso le unioni tra persone dello stesso sesso.
In un sondaggio del giugno 2024 dell'Istituto Internazionale di Sociologia di Kiev, alla domanda se le persone LGBTQ+ dovessero avere le stesse libertà civili e diritti costituzionali degli altri ucraini, il 70% degli intervistati ha risposto "sì". Alla domanda se avrebbero sostenuto la possibilità (al momento inesistente) per le coppie LGBTQ+ di registrare legalmente un'unione civile (escludendo l’adozione), il 28,7% ha risposto "sì", il 35,7% "no" e il 25,6% ha dichiarato "indifferenza". Il sondaggio ha inoltre chiesto agli intervistati quale fosse il loro atteggiamento verso le persone LGBTQ+: il 47,3% ha dichiarato "indifferenza" e il 32,1% "negatività". I sondaggisti hanno concluso che il sostegno ai diritti LGBTQ+ in Ucraina ha continuato a migliorare e che i giovani e le donne mostrano generalmente atteggiamenti più positivi verso le tematiche LGBTQ+.

## Tabella riassuntiva
| Depenalizzazione dell'omosessualità                                                                           | (dal 1991)                                                                                            |
| Uguale età del consenso rispetto agli eterosessuali                                                           | (dal 1991)                                                                                            |
| Divieto di discriminazione nel posto di lavoro                                                                | (dal 2015)                                                                                            |
| Divieto di discriminazione nella fornitura di beni e servizi                                                  | No |
| Leggi anti-discriminazione in tutti gli altri settori (inclusa discriminazione diretta ed espressioni d'odio) | (dal 2022)                                                                                            |
| Matrimonio egualitario                                                                                        | (incostituzionale, modificazione proposta, legalizzazione pendente)                                   |
| Unione civile                                                                                                 | (proposto)                                                                                            |
| Adozione congiunta per le coppie dello stesso sesso                                                           | /(è vietato per le coppie, ma i single possono adottare indipendentemente dall'orientamento sessuale) |
| Diritto per le persone LGBT di poter servire nelle forze armate                                               | Si |
| Diritto di cambiare legalmente sesso                                                                          | (dal 1992)                                                                                            |
| Maternità surrogata                                                                                           | (permessa solo per le coppie eterosessuali)                                                           |
| Accesso alla fecondazione in vitro per le coppie lesbiche                                                     | No |
| Permesso di donare il sangue                                                                                  | (proposto)                                                                                            |